# Crocus boryi
Crocus boryi là một loài thực vật có hoa trong họ Diên vĩ. Loài này được J.Gay miêu tả khoa học đầu tiên năm 1831.